# Colombias första dam
Colombias första dam (Primera dama de la Nacion) är titeln som innehas av värdinnan i Casa de Nariño, vanligtvis hustru till Colombias president, vilket sammanfaller med presidentens mandat. Även om den första damens roll aldrig har kodifierats eller officiellt definierats, enligt Colombias konstitutionella domstol, har första damen titeln privat medborgare inför den offentliga förvaltningen, men detta ger första damen en extra speciell roll, eftersom den , Eftersom hon är presidentens hustru, förkroppsligar första damen symboliskt, tillsammans med presidenten, idén om nationell enhet i enlighet med artikel 188 i Colombias konstitution. Sedan 1978 har första damen varit hederspresident för Colombianska institutet för familjeskydd, en institution som grundades av den 22:a presidenten Carlos Lleras Restrepo under inflytande av hans fru, första damen Cecilia de la Fuente de Lleras.
Verónica Alcocer är den nuvarande första damen i Colombia, som fru till den 34:e och nuvarande presidenten i Colombia, Gustavo Petro.
Medan titeln inte var allmänt använd förrän den 8 augusti 1934, anses Soledad Román de Núñez, hustru till Rafael Núñez, den första presidenten i Colombia (1887-1894), vara den första damen i Colombia. Under sitt liv kallades hon ofta "Señora de Núñez".
Sedan 1900-talet har den första damens roll förändrats avsevärt. Det har kommit att omfatta deltagande i politiska kampanjer, förvaltning av Casa de Nariño, förespråkande för sociala ändamål och representation av presidenten vid officiella och ceremoniella tillfällen.
Dessutom har individuella förstadamer under åren varit inflytelserika inom en mängd olika sektorer, från mode till den allmänna opinionen om politik, såväl som förespråkande för kvinnlig egenmakt. Historiskt sett, när en president var ogift eller änka, bad han vanligtvis en familjemedlem att agera som Casa de Nariño-värdinna.

## Titelns ursprung

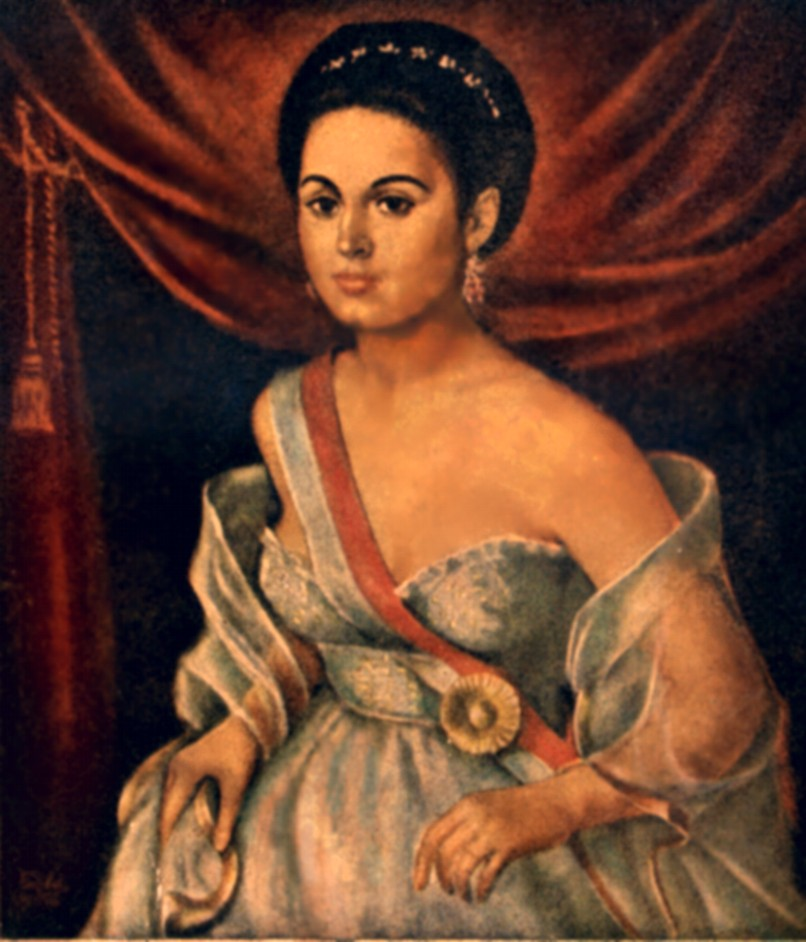
Manuela Sáenz, mistress of Bolívar, known as the Liberator of the Liberator.

Efter den otvetydiga självständighetsförklaringen för det konsoliderade territoriet i det tidigare vicekungadömet Nya Granada vid kongressen i Cúcuta och ratificeringen av konstitutionen valde kongressen general Simón Bolívar till Colombias president. Bolívar var dock änkeman (hans fru María Teresa Rodríguez del Toro y Alaysa dog 1803), hade inga barn, hans mor hade dött, och hans systrar bodde långt borta från huvudstaden och lämnade inga kvinnliga relationer. att fullgöra alla plikter som idag skulle vara förknippade med den första damens. Bolívar hade dock en älskare, Manuela Sáenz, en gift kvinna som var hans livs kärlek, och som han levde med trots sin tids konservativa åsikter. Därför tjänade Sáenz som inofficiell värdinna för Bolívars residens, San Carlos-palatset, eftersom det inte fanns något officiellt presidentpalats vid den tiden. Ändå var omfattningen av Sáenzs inblandning i Bolívars hushåll sådan att när politiska fiender till Bolívar bröt sig in i huset i ett försök att mörda presidenten, var hon där och avrådde Bolívar från att konfrontera sina angripare och istället fly genom fönstret i deras kammare, och även om hon blev förtalad under sin livstid, anses hon nu vara en nationalhjälte.

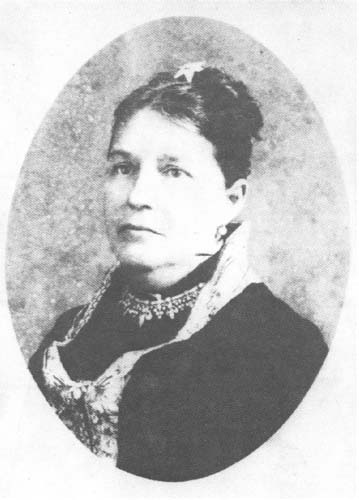
Soledad Román de Núñez, hustru till den första presidenten i Republiken Colombia Rafael Núñez.

Efter Bolívars avgång till presidentposten 1830 valde kongressen Joaquín de Mosquera y Arboleda att efterträda Bolívar som Colombias andra president. Mosquera var gift med María Josefa Mosquera y Hurtado, hans kusin,  som blev den första personen som nu betraktas som den officiella första damen i Colombia, det vill säga av det som nu är känt som Gran Colombia. Den första damen i dagens Colombia var Soledad Román de Núñez, Rafael Núñez andra fru. Núñez kom först till makten 1880 som president för vad det då var känt som Colombias Förenta stater, men när han flyttade till huvudstaden stannade hans fru Soledad Román kvar i deras hemstad Cartagena, eftersom deras fackförening var tungt kritiserades av dåtidens konservativa samhälle och media för Núñez hade lagligt skilt sig från sin första fru, María de los Dolores Gallegos Martínez, och gifte sig med Román i en civil ceremoni, men enligt kanonisk lag förblev de gifta i Guds ögon, och därför anklagades Núñez för äktenskapsbrott och Román betraktades som hans älskarinna. Román flyttade så småningom till Bogotá när hennes mans popularitet steg till den grad att de flesta kunde förbise deras förening. När den colombianska konstitutionen från 1886 ratificerades bildades dagens Colombia, med Núñez som den första presidenten i Colombia och Román som den första damen. Paret kunde så småningom gifta sig genom kyrkan när Gallegos, Núñez första fru, dog, vilket tillät dem att helga sin redan lagliga förening genom kyrkan och i ögonen på det konservativa katolska samhället. Deras bröllop ägde rum medan Núñez var i tjänst den 23 februari 1889.
Användningen av titeln "Första dam" har sitt ursprung i USA, som först nämndes med hänvisning till Dolley Madison, den användes senare i andra former fram till 1877 då den användes i tryckta medier för att referera till Lucy Webb Hayes, hustru till Rutherford B. Hayes. I Colombia användes titeln först i tryckta medier 1933, när tidskriften Cromos använde den för att hänvisa till president Franklin D. Roosevelts fru, Eleanor Roosevelt som USA:s första dam, då var termen används allmänt i USA för att hänvisa till presidentens hustru. Titeln antogs först för colombianskt bruk följande år, när Cromos den 8 augusti 1934 hänvisade till María Michelsen de López som "Colombias Första Dam" under invigningen av hennes man, president Alfonso López Pumarejo.

### Icke-make i rollen
Titeln kan innehas officiellt av en kvinna som inte är fru till en president, hittills har bara en kvinna som inte är fru till en president fungerat som första dam, detta händer när presidenten är ensamstående eller änka, eller när presidentens fru inte kan uppfylla första damens uppgifter. I det här fallet har positionen upptagits av en släkting till presidenten, såsom María Antonia Suárez, dotter till Marco Fidel Suárez.

### Potentiell manlig titel
Var och en av de 34 presidenterna i Colombia har varit manliga, och alla har antingen haft sina fruar eller en kvinnlig värdinna, antagit rollen som första dam. En manlig motsvarighet till titeln första dam har alltså aldrig varit nödvändig. Men 2002, när Noemí Sanín blev den andra kvinnan att vinna ett stort partis presidentnominering, uppstod frågor om vad hennes pojkvän Javiers titel skulle vara om hon vann presidentposten. Under kampanjen föreslogs oftast titeln Colombias förste herre för Javier Aguirre. Dessutom kallas manliga makar till avdelningsguvernörer ofta den första gentlemannen för deras respektive avdelning (till exempel var Óscar Placio den första herren i San Andrés, medan hans fru, Susanie Davis, fungerade som guvernör). Till slut förlorade Noemí Sanín valet, men författningsdomstolen slår fast att om en kvinna väljs till president kommer hennes make att kallas "Nationens första herre", på samma sätt som denna titel är formulerad för en kvinna.

## Roll
Första damens position är inofficiell, den är inte en vald, har inga officiella uppgifter och får ingen lön. Icke desto mindre har första damer haft en mycket synlig position i det colombianska samhället. Rollen som första damen har utvecklats under åren, men hon är först och främst presidentens make.
Fram till 1886 hade den första damen ingen typ av erkännande eller inflytande på det colombianska politiska livet. Enligt artikel 188 i Colombias konstitution som upprättats av Colombias författningsdomstol kommer första damen inför den offentliga förvaltningen att inneha titeln privat medborgare, även om hon ges en extra speciell roll, eftersom hon är fru till presidenten, tillsammans med Med detta skulle han symboliskt förkroppsliga idén om nationell enhet. Fram till 1979 innehade den första damen positionen som president för Colombianska institutet för familjeskydd, en position som hade innehafts av presidentens fru sedan dess grundande 1968. För sin del fastställer lag 7 från 1979 att första damen kommer att förbli knuten till Colombianska institutet för familjeskydd, utan specifika funktioner på ett rent hederssätt.
Sedan 2010 har den första damen representerat presidenten på utlandsresor under status av ambassadör på särskilda uppdrag.

## Orsaker och initiativ
Sedan 1934 har många första damer blivit offentliga talare och kämpat för specifika ändamål, vanligtvis de som inte var politiskt splittrande. De senaste orsakerna till First Lady är:
- María Teresa Londoño: ledde insamlingen för donationer under det colombiansk-peruanska kriget.[27]
- María Michelsen de López: kämpade för föräldralösa barns rättigheter och omsorg.[27][28]
- Lorenza Villegas de Santos: Banbrytande allmänhet för hälso- och sjukvårdstjänster.[27][28]
- Bertha Hernandez de Ospina: Var ledare för rörelsen för kvinnors rösträtt.[27][28]
- Cecilia de la Fuente de Lleras: Kampanjerade för skapandet av det Colombianska institutet för familjeskydd.[27][28]
- Cecilia Caballero Blanco: Kampanjerade för lagstiftning som stoppade den juridiska diskrimineringen baserad på legitimiteten hos barn och deras föräldraskap.[27][28]
- Nydia Quintero Turbay: Fokuserad på katastrofhjälp och hjälp.
- Nohra Puyana de Pastrana: Ledde den humanitära kommissionen under jordbävningen i Colombia 1999.
- Ana Milena Muñoz de Gaviria: främjat högre utbildning och kultur.[27][28]
- Lina Moreno de Uribe: Ledde nationella graviditetsförebyggande program hos ungdomar och främjade sexuella och reproduktiva hälsorättigheter för kvinnor.[28]
- María Clemencia de Santos: Dedikerade sig åt att göra humanitära resor över hela landet, vilket var hans främsta orsak.[29]
- María Juliana Ruiz: Dess främsta orsak var kampen mot barns undernäring i Colombia.[30]